# Palais Brutti

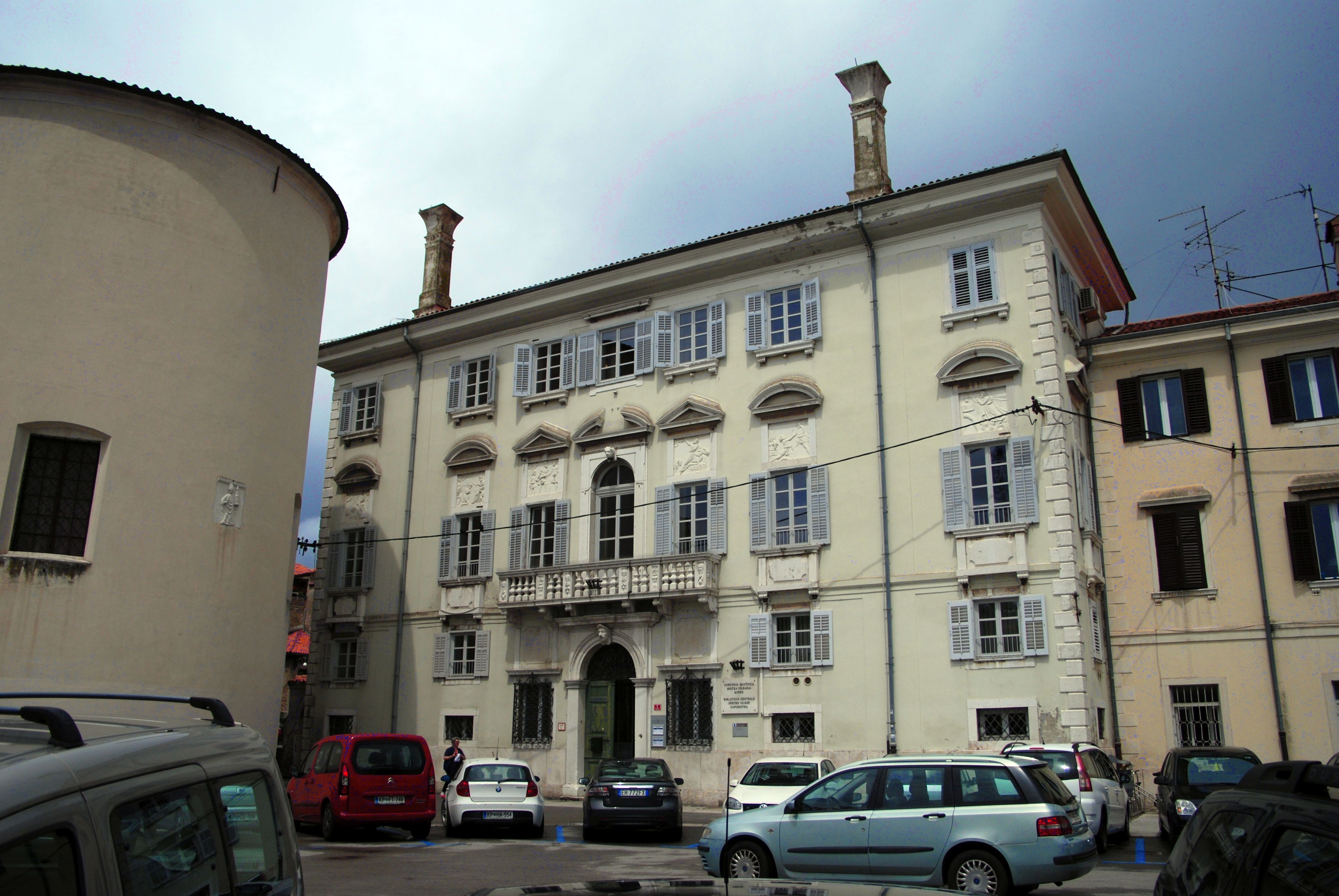
Palais Brutti

Le palais Brutti (en slovène : palača Brutti ; en italien : palazzo Brutti) est un manoir à Koper, une ville portuaire du sud-ouest de la Slovénie. Il a été construit dans le style baroque tardif en 1714 selon les plans de l'architecte italien Giorgio Massari, à la demande du comte Barnabi Brutti.
Il abrite la bibliothèque centrale de Koper, du nom du bibliothécaire et homme politique Srečko Vilhar (sl).